# 大兴农场
大兴农场是一个位于中华人民共和国黑龙江省佳木斯市富锦市的类似乡级单位，亦是黑龙江省农垦建三江管理局所属的一个农场。
大兴农场于1965年开发建设，1970年建场，南靠挠力河，北临七星河，地处两河交汇的三角地带，又称作大兴岛。总面积120万亩，拥有耕地72.1万亩，总人口1.8万人。

## 行政区划
大兴农场下辖以下单位：
大兴场直社区、大兴农场第一管理区、大兴农场第二管理区、大兴农场第三管理区、大兴农场第四管理区、大兴农场第五管理区和大兴农场第六管理区。